# BYD G3
Der BYD G3 ist eine von 2009 bis 2014 gebaute verlängere Version des BYD F3 des chinesischen Autoherstellers BYD Auto. Als Kombilimousine wurde das Fahrzeug ab 2010 als BYD G3R angeboten.

## Modellgeschichte
Er wurde als Stufenhecklimousine formal 2009 in Jinan, Shandong vorgestellt und wurde ab Oktober 2009 ausgeliefert. Das Schrägheckmodell folgte auf der Guangzhou Auto Show 2010 und wurde ab 2011 verkauft. Im Jahr 2012 wurden Erlkönige des Fahrzeugs mit mutmaßlichem Facelift fotografiert, ob die Änderungen auch an Serienfahrzeugen umgesetzt wurden, ist ungewiss. Auf südamerikanischen Märkten wurde die Schrägheckversion 2013 als F3R eingeführt.

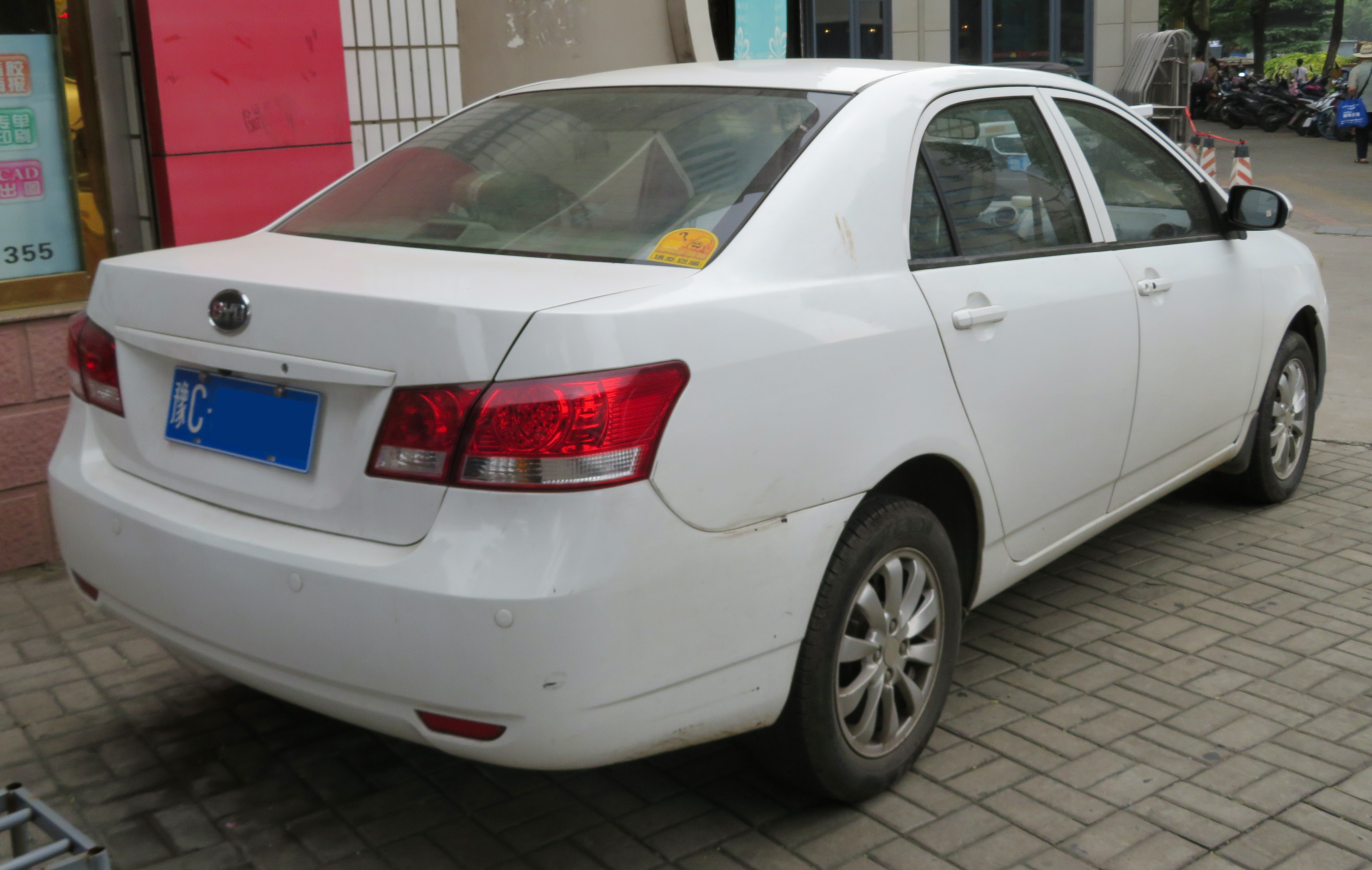
Heckansicht Stufenhecklimousine
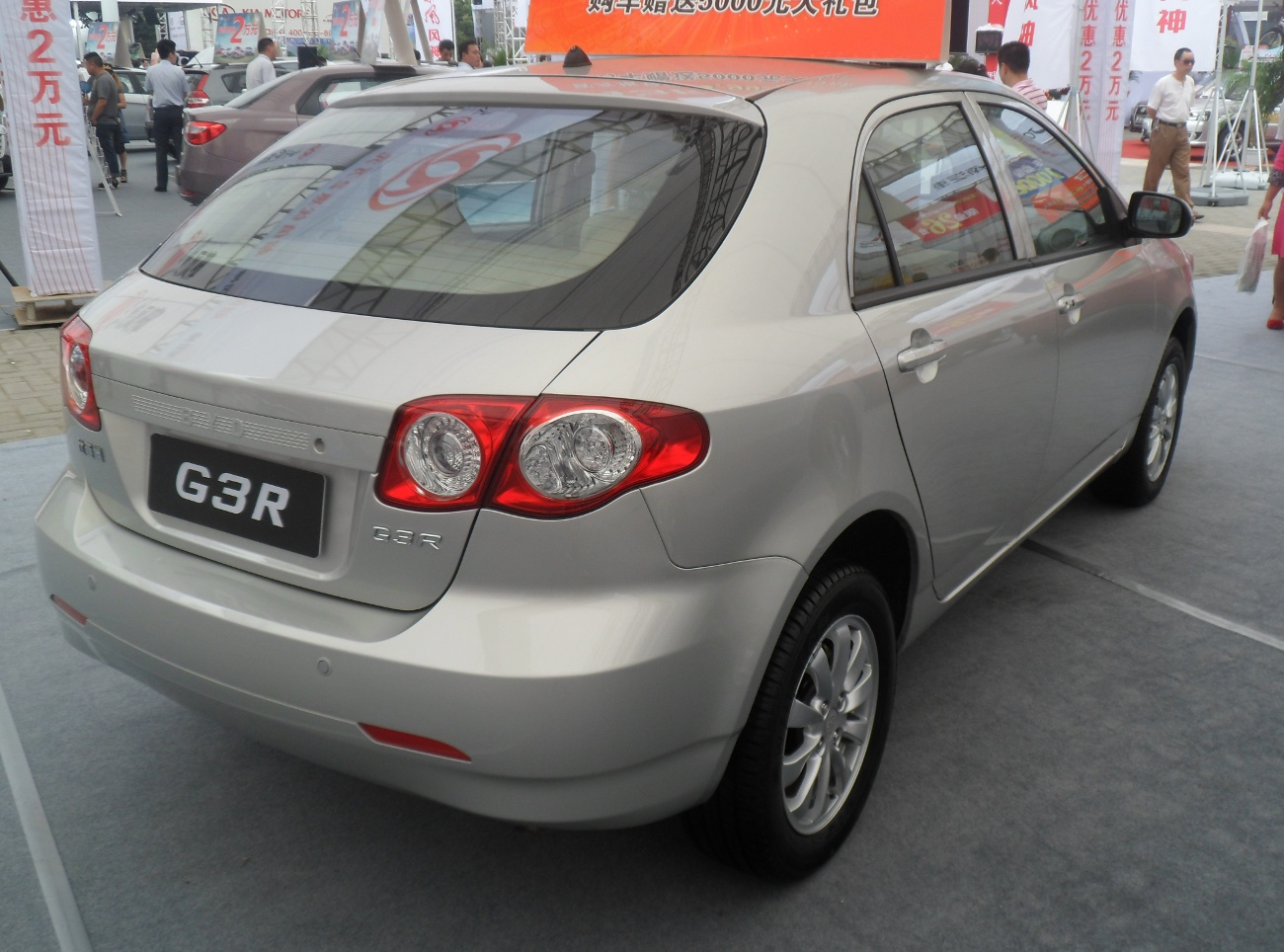
Heckansicht Kombilimousine

## Karosserie
In China gibt es traditionell vielstufige Hierarchien, welche sich auch in der Wahl der Automodelle widerspiegeln. Dies führt dazu, dass selbst von vergleichsweise kleinen Modellen Langversionen gefragt sind. Auch zahlreiche europäische Hersteller bieten speziell in China Modelle der Mittelklasse und oberen Mittelklasse in zwei Längenversionen an. BYD hat dies mit dem G3 nach unten fortgesetzt.
Der G3 ist mit 4,6 m etwa 70 mm länger als der F3, der Radstand ist um 10 mm verlängert. 
Diese Stufenheckversion verkaufte sich im ersten Halbjahr 2010 etwa 12.000 Mal, was nur wenig mehr als 1⁄10 des F3 entspricht.

## Ausstattung
Die Ausstattung ist deutlich hochwertiger als beim F3: So werden für den G3 neben der serienmäßigen Klimaanlage und dem CD-Spieler mit USB-Anschluss auch ein Navigationssystem, LED-Rückleuchten, Ledersitze und eine ferngesteuerte Zentralverriegelung angeboten.

## Antrieb
Für das Modell wurde anders als beim F3 und dessen Schrägheckvariante F3R auch ein 1,8-l-Ottomotor (Motorcode: BYD483QA) mit einer maximalen Leistung von 90 kW angeboten. Zusätzlich gab es auch zwei 1,5-l-Ottomotoren. Der mit 78 kW maximaler Leistung wurde von Mitsubishi zugeliefert (Motorcode: 4G15S) und der mit 79 kW (Motorcode: BYD473QB) ist ein von BYD hergestellter Motor. Der Motor von Mitsubishi wurde 2011 durch einen 1,5-l-Motor von BYD (Motorcode: BYD473QE) der maximal 80 kW leistet ersetzt.
Bei den 1,5-l-Motoren wurde serienmäßig ein Fünfgang-Schaltgetriebe angeboten, 2011 kam gegen Aufpreis noch ein Sechsgang-Doppelkupplungsgetriebe, das jedoch nur für die Stufenheck- aber nicht für die Kombilimousine erhältlich war,  hinzu. Der 1,8-l-Motor war nur mit stufenlosem Getriebe erhältlich. Alle Motorvarianten haben Vorderradantrieb.

## Technische Daten
|     | Motorart  | Motorbauart | Motorcode    | Hubraum      | max. Leistung bei min−1 | max. Drehmoment bei min−1 | Getriebe, Serie       | Bauzeit   |
| --- | --------- | ----------- | ------------ | ------------ | ----------------------- | ------------------------- | --------------------- | --------- |
| 1.5 | Ottomotor | R4          | 4G15S        | ca. 1500 cm³ | 78 kW                   | 134 Nm                    | 5-Gang-Schaltgetriebe | 2009–2011 |
| 1.5 | Ottomotor | R4          | BYD473QB     | ca. 1500 cm³ | 79 kW bei 5800          | 144 Nm bei 4800           | 5-Gang-Schaltgetriebe | 2009–201x |
| 1.5 | Ottomotor | R4          | BYD473QE (1) | ca. 1500 cm³ | 80 kW bei 5800          | 145 Nm bei 4800           | 5-Gang-Schaltgetriebe | 2011–201x |
| 1.8 | Ottomotor | R4          | BYD483QA     | ca. 1800 cm³ | 90 kW bei 6000          | 160 Nm bei 3700–4200      | stufenloses Getriebe  | 2009–2014 |